# Декслансопразол
Декслансопразол — синтетичний препарат, що є похідним бензимідазолу, та належить до групи інгібіторів протонної помпи, що застосовується перорально. За своїм хімічним складом є правообертовим (R-ізомером) лансопразолу. Декслансопразол уперше синтезований у Японії у лабораторії компанії «Takeda Pharmaceutical», де вперше синтезовано також лансопразол, і застосовується у клінічній практиці з 2009 року.

## Фармакологічні властивості
Декслансопразол — синтетичний препарат, що є похідним бензимідазолу та належить до групи інгібіторів протонної помпи. За хімічним складом є R-ізомером лансопразолу. Механізм дії препарату полягає у інгібуванні ферменту парієтальних клітин шлунку H+/K+ АТФази (який також називають протонною помпою), що призводить до блокування перенесення іонів водню із парієтальних клітин у порожнину шлунку та гальмування кінцевого етапу секреції соляної кислоти. Після введення в організм декслансопразол накопичується в каналах обкладинкових клітин шлунку, саме у просвіт яких заходять частини молекул протонної помпи, де виключно і відбувається взаємодія препарату із ферментом H+/K+ АТФазою виключно парієтальних клітин шлунку. Декслансопразол переважає інших представників класу інгібіторів протонної помпи як по своїм фармакологічним властивостям (здатністю утримувати pH шлункового соку вище показника 4 від 16 до 24 годин), так і за рахунок новітньої технології випуску препарату — капсул із подвійним вивільненням препарату, завдяки чому забезпечується удвічі вищий період напівжиття молекул препарату в системному кровотоці, та поява другого піку максимальної концентрації декслансопразолу в крові, що також збільшує тривалість дії препарату. Декслансопразол у меншому ступені, ніж інші препарати групи інгібіторів протонної помпи, взаємодіє із системою цитохрому Р-450, і не рекомендований до застосування лише із атазанавіром; хоча теоретично він може змінювати концентрацію в крові таких препаратів як дигоксин, кетоконазол, варфарин, ампіцилін та такролімус. При дослідженнях не було виявлено даних за біохімічну взаємодію декслансопразолу з діазепамом, теофіліном та фенітоїном. Оскільки застосування декслансопразолу знижує рівень кислотності шлунку, то це призводить до стимуляції вироблення гастрину. При застосуванні декслансопразолу в лікуванні ерозивного езофагіту та гастроезофагеальної рефлюксної хвороби спостерігається значно вищий ефект, ніж при застосуванні лансопразолу. Натепер декслансопразол затверджений лише для лікування ерозивного езофагіту та гастроезофагеальної рефлюксної хвороби. У 2010 році FDA випустило бюлетень із попередженням про підвищений ризик переломів стегна, зап'ястя та хребта при тривалому (більше 1 року) або при застосуванні у високих дозах препаратів із групи блокаторів протонної помпи (у тому числі декслансопразолу, а також омепразолу, пантопразолу, лансопразолу, рабепразолу та езомепразолу).

### Фармакокінетика
Декслансопразол повільніше, ніж інші препарати групи блокаторів протонної помпи, всмоктується при прийманні всередину, біодоступність препарату при пероральному застосуванні складає 76%. Завдяки новітній технології випуску препарату — капсул із подвійним вивільненням препарату, при пероральному прийманні декслансопразолу 25% препарату всмоктується у дванадцятипалій кишці та поступають у системний кровообіг швидше, а решта 75% препарату всмоктуються в нижчих відділах тонкої кишки та поступають у системний кровообіг пізніше. Завдяки цій особливості спостерігається два піки максимальної концентрації декслансопразолу в крові — через 1—2 години після застосування препарату та через 4—5 годин після застосування. Хоча тривалість періоду напіввиведення декслансопразолу складає 1—2 години, тривалість середнього перебування молекули декслансопразолу в організмі зростає удвічі в порівнянні з молекулою класичного лансопразолу (5,5—6,0 годин проти 2,8—3,0 годин відповідно), що призводить до подовження фармакологічного ефекту препарату. Метаболізується декслансопразол у печінці до неактивних метаболітів, виводиться з організму препарат переважно із сечею (майже 51%), а також із калом (47%). При порушеннях функції печінки може спостерігатися збільшення періоду напіввиведення препарату.

## Показання до застосування
Декслансопразол натепер затверджений для застосування при ерозивному езофагіті та гастроезофагеальній рефлюксній хворобі.

## Побічна дія
При проведенні спостережень виявлено, що при застосуванні декслансопразолу побічні ефекти спостерігаються нечасто, та не мають серйозних клінічних наслідків. Найчастіше при застосуванні декслансопразолу спостерігаються діарея, нудота, блювання, біль у животі, головний біль, метеоризм, збільшення частоти інфекцій верхніх дихальних шляхів, частота яких була не вищою за 2%. Також при застосуванні препарату можуть спостерігатися наступні побічні ефекти:
- Алергічні реакції та з боку шкірних покривів — нечасто (0,1—1%) висипання на шкірі, свербіж шкіри, кропив'янка, кашель; рідше набряк гортані, лейкоцитокластичний васкуліт, тромбоцитопенічна пурпура, синдром Стівенса-Джонсона, синдром Лаєлла, анафілактичний шок.
- З боку травної системи — нечасто (0,1—1%) сухість у роті; рідко кандидоз ротової порожнини, гепатит, панкреатит.
- З боку нервової системи — нечасто головокружіння, безсоння, депресія, порушення смаку та апетиту; рідше порушення зору та слуху, парестезії, судоми, інсульт.
- Інші побічні ефекти — рідко гостра ниркова недостатність, збільшення частоти переломів кісток, припливи крові, артеріальна гіпертензія.
- Зміни в лабораторних аналізах — рідко спостерігаються гемолітична анемія, тромбоцитопенія, агранулоцитоз, панцитопенія, підвищення активності амінотрансфераз в крові, гіпонатріємія, гіпомагніємія.

## Протипокази
Протипоказами до застосування декслансопразолу є підвищена чутливість до препарату, вагітність, годування грудьми, застосування разом із препаратами групи інгібіторів протеази. З обережністю декслансопразол застосовується при одночасному застосуванні такролімусу, варфарину, метотрексату та флувоксаміну.

## Форми випуску
Декслансопразол випускається у вигляді капсул із модифікованим виділенням по 0,03; 0,06; 0,09 та 0,12 г.